# Mauricio Cienfuegos
José Mauricio Cienfuegos (* 12. Februar 1968 in San Salvador) ist ein ehemaliger salvadorianischer Fußballspieler und heutiger -trainer. Von 1988 bis 2003 war er Nationalspieler El Salvadors.

## Spielerkarriere

### Im Verein
Cienfuegos begann seine professionelle Laufbahn 1985 bei Racing Junior in seinem Heimatland. Anschließend spielte er zwei Jahre für Marte Soyapango und vier Jahre bei Luis Ángel Firpo. Mit dem Verein aus Usulután wurde er zwischen 1988 und 1992 dreimal Meister in der Primera División. Anschließend setzte er seine Karriere in Mexiko fort, wo er von 1992 bis 1995 zunächst bei Atlético Morelia, später bei Santos Laguna und Tampico-Madero unter Vertrag stand. Zwischen 1994 und 1996 spielte er wieder in seiner Heimat, erneut bei Luis Ángel Firpo, bevor er in die neu gegründete Major League Soccer zu LA Galaxy wechselte. In Los Angeles hatte Cienfuegos anschließend die erfolgreichste Zeit seiner Karriere. Mit dem Franchise gewann er unter anderem einmal den MLS Cup (2002) und im Jahr 2000 den CONCACAF Champions Cup. In der MLS gelangen ihm in 206 Spielen in der Regular Season 35 Tore und 80 Torvorlagen. Seine spielerische Qualität wurde mit zahlreichen individuellen Auszeichnungen gewürdigt, so lief Cienfuegos in acht Jahren MLS siebenmal im All-Star Game auf und wurde dreimal in die MLS Best XI gewählt, bevor er 2003 seine aktive Karriere beendete.

### In der Nationalmannschaft
Zwischen 1988 und 2003 lief Cienfuegos 68 mal für die salvadorianische Fußballnationalmannschaft auf und erzielte dabei neun Treffer. Er spielte dabei regelmäßig in der WM-Qualifikation, wobei es El Salvador in seiner aktiven Zeit nie gelang sich für eine Endrunde zu qualifizieren. 1996 und 1998 nahm Cienfuegos mit der Nationalmannschaft an der kontinentalen Meisterschaft, dem CONCACAF Gold Cup teil.

## Trainerkarriere
2008 startete Cienfuegos seine Trainerkarriere in seiner Heimat beim Nejapa Fútbol Club, den er allerdings wegen wirtschaftlicher Probleme noch im gleichen Jahr wieder verließ. 2011 wurde er technischer Trainer im Nachwuchszentrum von Los Angeles Galaxy, einen Posten, den er bis 2020 innehatte. Im Januar 2023 wurde er unter Hugo Pérez Co-Trainer der Salvadorianischen Nationalmannschaft, musste diesen Posten allerdings räumen, nachdem Pérez im September 2023 entlassen wurde.

## Titel und Auszeichnungen

### Vereinstitel

#### International
- CONCACAF Champions Cup: 2000

#### National
- Salvadorianischer Meister: 1989, 1991, 1992
- MLS Cup: 2002
- MLS Supporter's Shield: 1998, 2002
- US Open Cup: 2001

### Individuell
- MLS Best XI: 1996, 1998, 1999
- MLS All-Star: 1996, 1997, 1998, 1999, 2000, 2001, 2003